# Charles Jules Parlier
Charles Jules Parlier, né le 24 avril 1827 au Gué-d'Hossus dans les Ardennes et décédé à Saint-Étienne dans la Loire le 17 septembre 1888, est un général français. 

## Biographie
Entré a l’école militaire de Saint-Cyr le 1er décembre 1844, il en sort sous-lieutenant le 1er octobre 1846. Au moment de la guerre de 1870, il était chef de bataillon depuis six ans.
Il avait été blessé deux jours avant la bataille de Sedan, à la tête d’un bataillon de chasseurs à pied ; il n’en resta pas moins à la tête de ses hommes pendant cette fatale journée, et fut envoyé par le général Abel Douay sur le calvaire d’Illy pour y soutenir les efforts suprêmes de son armée. Il rentra l’un des derniers à Sedan, d’où il fut emmené en captivité, comme ceux qui avaient refusé de prêter serment de ne plus servir la France pendant la guerre.
Il est promu lieutenant-colonel le 21 décembre 1871, colonel en 1875 et général de brigade le 2 juin 1883. À sa mort, il commandait la 49e brigade d'infanterie et les subdivisions de Montbrison et Saint-Étienne. Promu officier de la Légion d'honneur en 1879, il était officier de l’instruction publique.
Il repose à Charleville.